# 제1대 베이든파월 남작 로버트 베이든파월

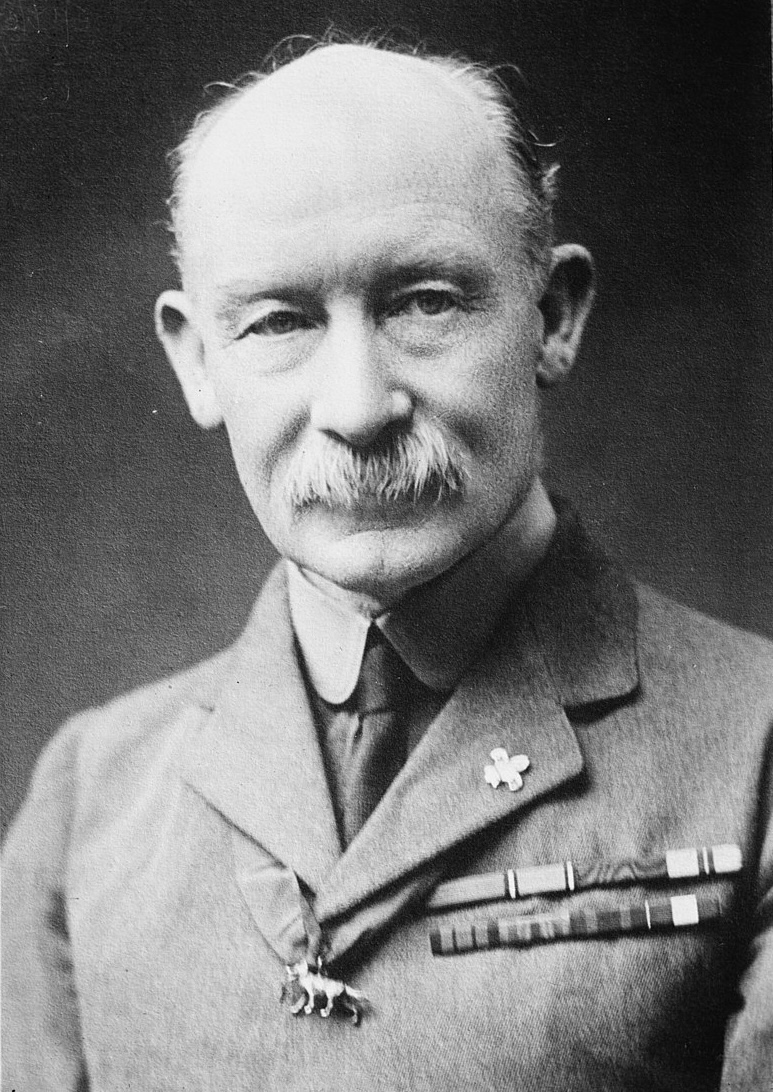
베이든파월 경 (1910-20년경)

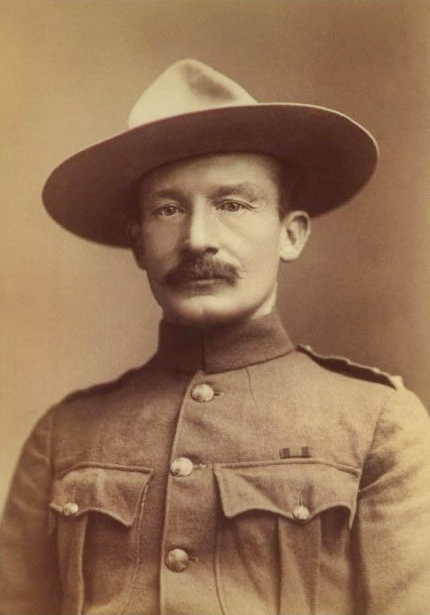
로버트 베이든파월(1896년)

제1대 베이든파월 남작 로버트 베이든파월(Robert Baden-Powell, 1st Baron Baden-Powell, OM, GCMG, KCB, 1857년 2월 22일 ~ 1941년 1월 8일)은 영국의 군인이자 작가이다. 스카우트 운동의 창립자로 잘 알려져 있다.
차터하우스 스쿨에서 교육을 받은 뒤 베이든파월은 1876년부터 1910년까지 인도와 아프리카에서 육군으로 복무하였다. 1899년에 남아프리카에서 일어난 제2차 보어 전쟁에 참전하여 메이프킹 포위 작전을 통해 성공적으로 마을을 방어하였다.

## 서훈
- 1902년 바스 훈장 3등급(CB)
- 1909년 바스 훈장 2등급(KCB, 작위급 훈장)
- 1923년 준남작작위 서임
- 1927년 세인트마이클앤드세인트조지훈장 1등급(GCMG, 작위급 훈장)
- 1929년 남작작위 서임
- 1937년 메리트 훈장

## 같이 보기
- 스카우트 운동